# Can Gallart (Figaró-Montmany)
Can Gallart és un xalet al nucli de Figaró (el Vallès Oriental) catalogat a l'Inventari del Patrimoni Arquitectònic de Catalunya. El Figaró és una població amb tradició d'estiueig des de finals del segle xix i principis del segle xx, potenciat per l'existència de la línia de ferrocarril que facilità l'accés des de Barcelona. L'edifici va ser modificat el 1908 de la mà de l'arquitecte Manuel Raspall amb un estil proper al Noucentisme tot i que utilitza alguns elements de tipologia modernista.

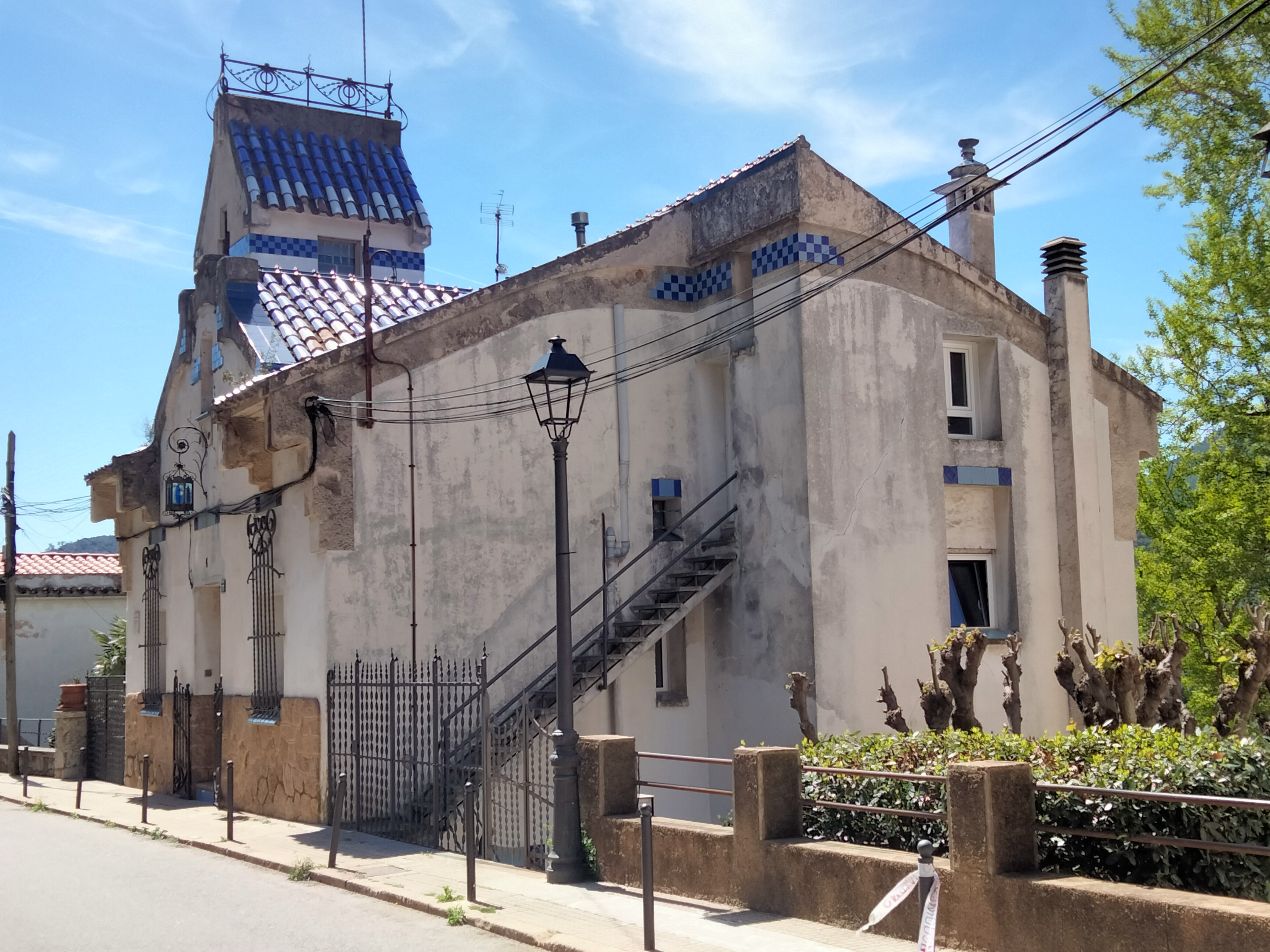
Façana nord-est

Edifici aïllat de tipologia ciutat jardí, utilitza el desnivell de terreny i presenta diferents alçades al davant i al darrere. La façana del carrer consta de planta baixa i golfa, mentre la façana del darrere té tres pisos. Té planta complexa amb cossos rectangulars que sobresurten i teulada composta. De la façana sobresurt una petita torre amb coberta a dos vessants. Té forjats amb treballs sinuosos. La casa està pintada de blanc i té decoració de ceràmica amb alternances de blanc i blau formant franges horitzontals. La teulada segueix la mateixa combinació. Hi ha un medalló de ceràmica amb l'escena de la Verge i el Nen.